# Kerncentrale Paks

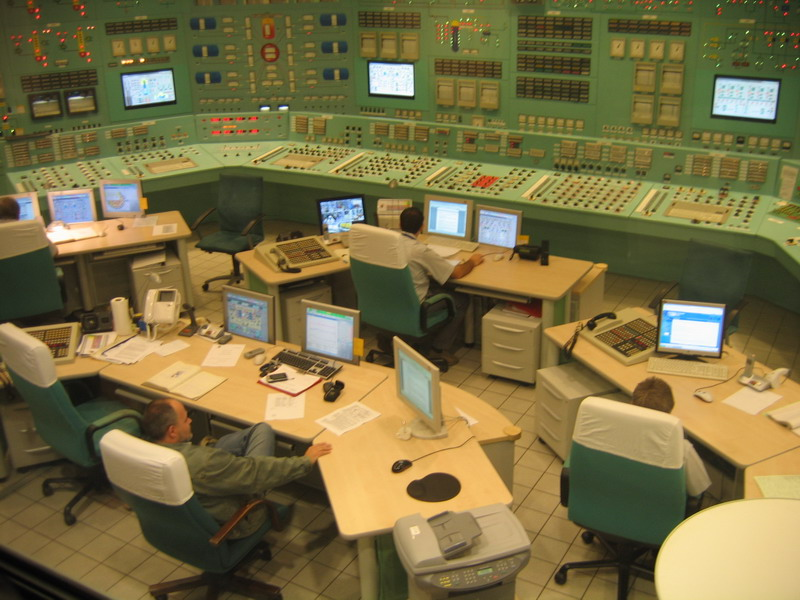
Controleruimte van kerncentrale Paks

Kerncentrale Paks (Hongaars: Paksi atomerőmű) ligt bij de plaats Paks, centraal in Hongarije aan de Donau.
Kerncentrale Paks is de enige nucleaire energiecentrale van Hongarije en zorgt voor ongeveer de helft van de totale elektriciteitsproductie van het land. De centrale heeft vier VVER-reactoren. Er zijn plannen voor de bouw van twee nieuwe reactoren.

## Paks-5 en 6
In 2009 besloot het Hongaarse parlement om de capaciteit bij Paks uit te breiden. Op 14 januari 2014 tekende Hongarije een contract met Rusland. Het Russische staatsbedrijf Rosatom gaat twee reactoren met een totale capaciteit van 2000 megawatt bouwen. Als de bouw volgens plan verloopt dan is de eerste reactor in 2023 klaar. Vanaf 2032 worden de vier bestaande VVER-reactoren, Paks-1 tot en met 4, stapsgewijs gesloten. De uitbreiding kost € 13 miljard en Rusland is bereid 80% van dit bedrag te lenen. Hongarije wordt hierdoor nog afhankelijker van Rusland wat de levering van energie betreft. Olie en aardgas worden al grotendeels uit Rusland ingevoerd en met deze transactie komt hier ook de brandstof voor de kerncentrale vandaan.
| Reactorblok | Reactortype   | Vermogen (MW) | Begin bouw | Inbedrijfname | Stillegging |
| ----------- | ------------- | ------------- | ---------- | ------------- | ----------- |
| Paks-1      | VVER-440/V213 | 470           | 1974       | 1983          |             |
| Paks-2      | VVER-440/V213 | 473           | 1974       | 1984          |             |
| Paks-3      | VVER-440/V213 | 473           | 1979       | 1986          |             |
| Paks-4      | VVER-440/V213 | 473           | 1979       | 1986          |             |
| Paks-5      | VVER-1200     | 1000          |            |               |             |
| Paks-6      | VVER-1200     | 1000          |            |               |             |